# Corecagrottorna
Corecagrottorna är två karstgrottor på Tyrrhenska kusten i Kalabrien, nära Coreca. De båda grottingångarna ligger med tio meters avstånd från varandra. Den ena grottan befinner sig på en plats som på den lokala dialekten kallas "I Gruttuni“, den andra kallas på samma dialekt för "Grotta du 'Scuru". Grottornas ingångar befann sig under förhistorisk tid vid vattenytan, något som fynd av fossila blötdjur påvisar.

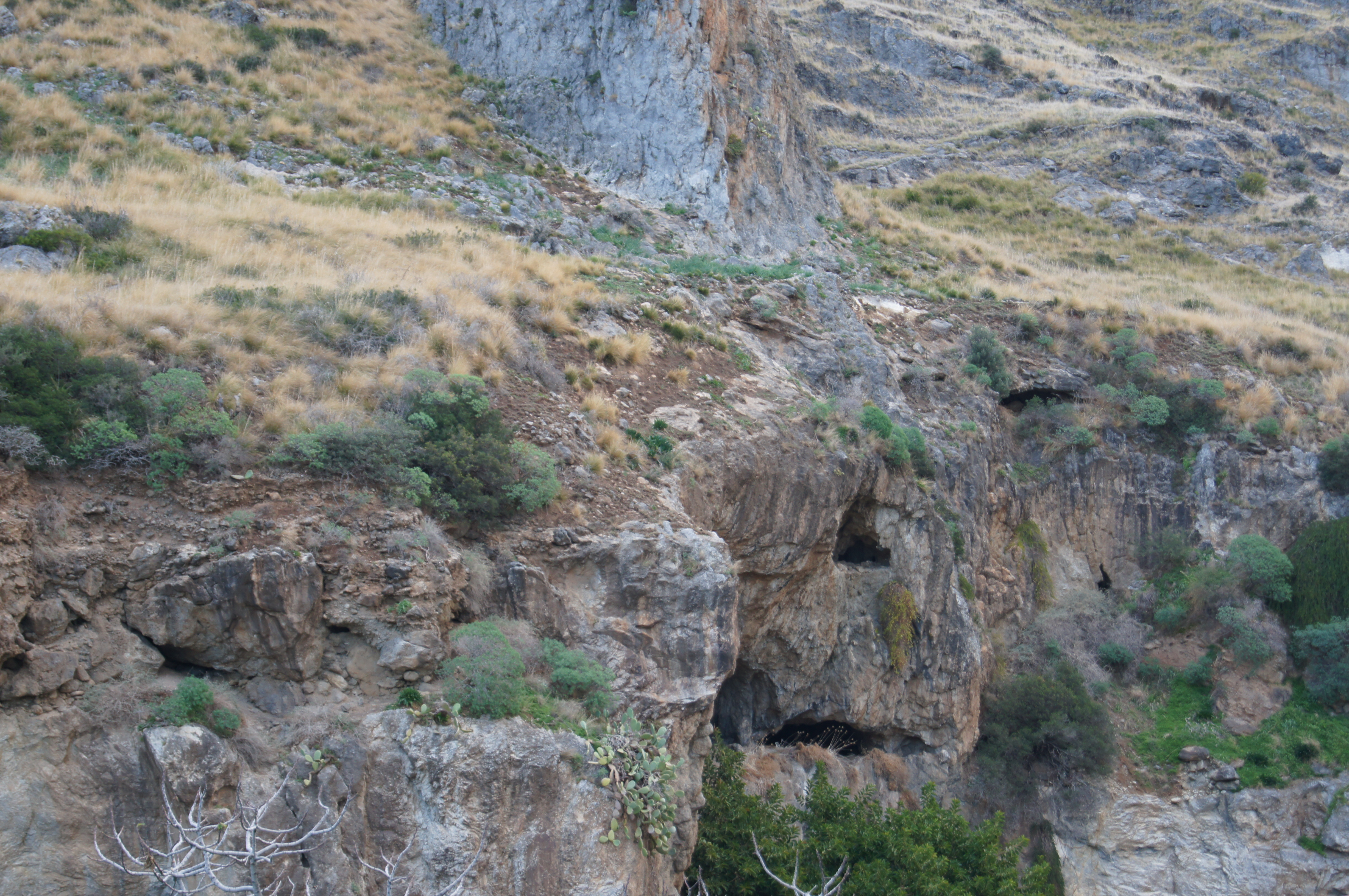
Grotta du' Scuru

Idag ligger ingångarna 25 meter över havsnivån och medan "I Gruttuni" har en stor ingång, är grottöppningen till Scurugrottan trång och svår att komma in i, eftersom den dessutom leder uppåt och sedan brant upp, för att först senare plana ut i en mörk håla utan något ljus.

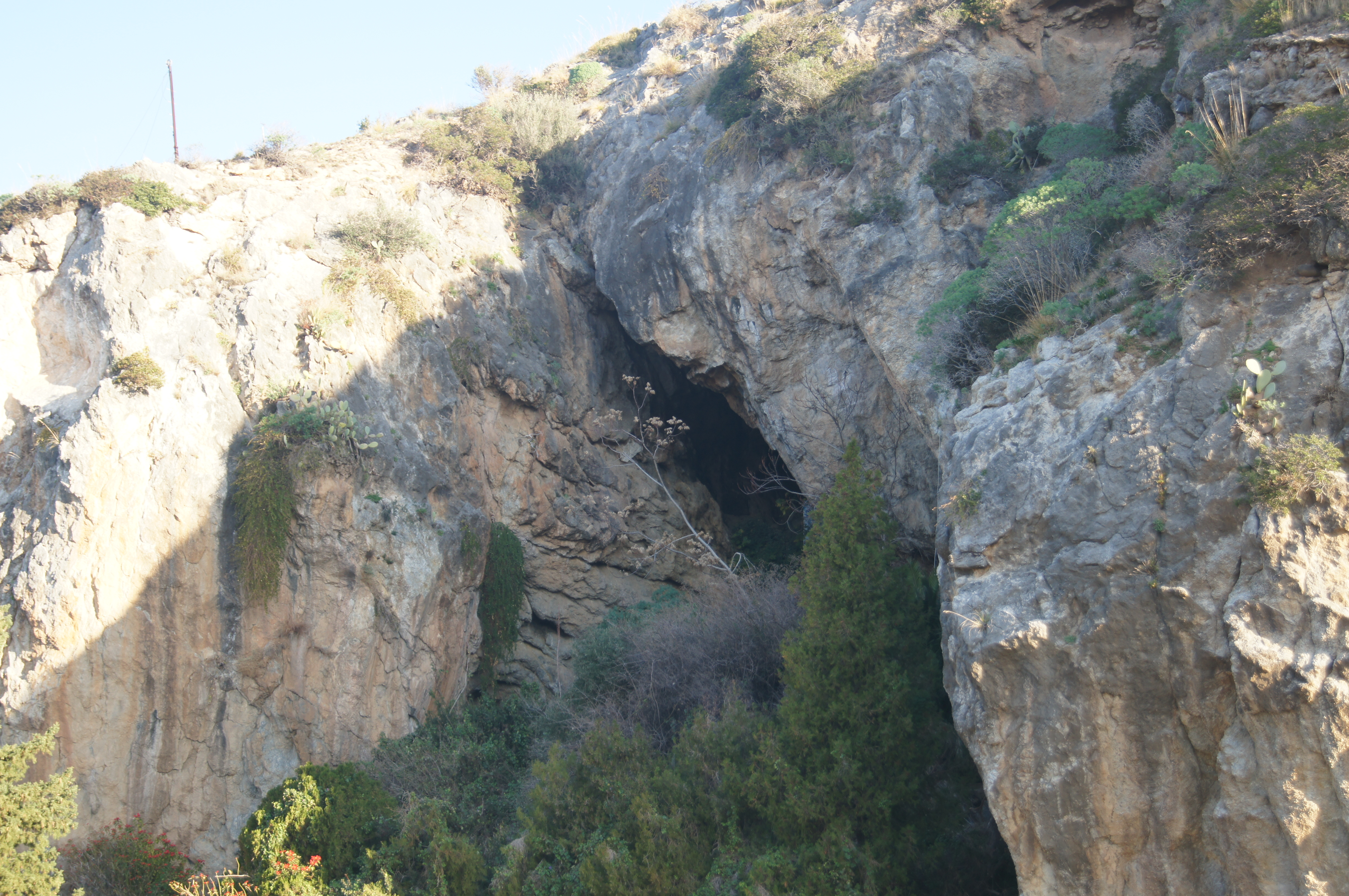
Grotta du Pecuraru

Som tidiga grottforskare från Piemonte trodde, är grottorna av stor arkeologisk betydelse. Vid undersökningar under år 2012 visade det sig att grottorna redan besöktes av människor under sen bronsålder och beboddes under senare epoker, något som indikeras av funna terrakottabehållare vilka inte normalt påträffas i regionen. Den senaste forskningen utfördes av "Centro Regionale di Speleologia “Enzo de Medici” i samarbete med intendenturen vid Beni Archeologici della Calabria.